# ROH World Tag Team Championship
El ROH World Tag Team Championship (Campeonato Mundial en Parejas de ROH, en español) es un campeonato de lucha libre profesional creado y utilizado por la compañía estadounidense Ring of Honor (ROH). El campeonato se creó el 21 de septiembre de 2002, bajo el nombre de ROH Tag Team Championship (Campeonato en Parejas de ROH, en español), todo esto después de la fundación de la compañía en febrero del mismo año. Los actuales campeones son The Sons of Texas (Dustin Rhodes & Sammy Guevara), quienes se encuentran en su primer reinado en conjunto.
Es el segundo campeonato en actividad de mayor antigüedad dentro de la compañía, después del ROH World Championship, y es exclusivo para parejas. Los combates por el campeonato suelen ser habituales de los eventos pago por visión (PPV) de la empresa — incluido ROH Final Battle, el evento más importante de ROH.
A pesar de no ser reconocido como un campeonato mundial en parejas por parte de la revista Pro Wrestling Illustrated (PWI), ya que ROH es considerada una empresa menor o parte del «circuito independiente», este campeonato es de reconocida importancia y varios de sus campeones han obtenido títulos máximos en empresas mayores; CM Punk (WWE Championship y World Heavyweight Championship), Austin Aries (TNA World Heavyweight Championship) y Kevin Steen (WWE Universal Championship), entre otros.

## Historia
El ROH Tag Team Championship fue introducido el 21 de septiembre de 2002 en Unscripted, donde ROH realizó un evento para coronar a los nuevos campeones. Al principio, ROH no tenía en realidad campeonatos para el título, por lo que presentaron a Christopher Daniels & Donovan Morgan, los ganadores del torneo, con un trofeo.
El título pasó a llamarse ROH World Tag Team Championship cuando los entonces campeones Austin Aries & Roderick Strong derrotaron a Naruki Doi & Masato Yoshino el 9 de julio de 2006, durante un tour en Japón con Dragon Gate. Desde entonces, el campeonato ha sido defendido también en Reino Unido.
En 2010, el Campeonato Mundial en Parejas y el Campeonato Mundial fueron rediseñados, teniendo un nuevo aspecto. El 12 de mayo de 2012, the Wrestling's Greatest Tag Team (Shelton Benjamin & Charlie Haas) derrotaron a los campeones The Briscoe Brothers mediante métodos ilegales. Aunque ganaron el campeonato, los oficiales de ROH acordaron que, por las acciones del grupo, durante su reinado el título podría cambiar de manos si los campeones eran descalificados.

## Campeones
El Campeonato Mundial en Parejas de ROH es uno de los tres campeonatos en parejas creados por la ROH, y fue establecido en 21 de septiembre de 2002. Los campeones inaugurales fueron The Prophecy (Christopher Daniels & Donovan Morgan), quienes derrotaron a American Dragon & Michael Modest en la final de un torneo para convertirse en los primeros campeones, el 21 de septiembre de 2002 en Unscripted, y desde entonces ha habido 42 distintos equipos y 73 luchadores campeones oficiales, repartidos en 69 reinados en total.
El reinado más largo en la historia del título le pertenece a The Foundation (Jay Lethal & Jonathan Gresham), quienes mantuvieron el campeonato por 442 días entre 2010 y 2011. Por otro lado, el equipo con el reinado más corto le pertenece a The Prophecy (Dan Maff & BJ Whitmer) y The Briscoes (Jay & Mark), con solo menos de un día en 2004. Aquel reinado es el más corto en la historia del campeonato.
En cuanto a los días en total como campeones (un acumulado entre la suma de todos los días de los reinados individuales de cada luchador), The Briscoe Brothers (Jay & Mark) — posee el primer lugar, con 1465 días como campeones en sus trece reinados. Les siguen reDRagon — Bobby Fish & Kyle O'Reilly — (672 días en tres reinados), The Kings of Wrestling — Chris Hero & Claudio Castagnoli — (433 días en dos reinados), The Young Bucks — (Matt Jackson & Nick Jackson) — (399 días en tres reinados), y The Addiction — Christopher Daniels & Frankie Kazarian — (311 días en dos reinados). En cuanto a los días en total como campeones, de manera individual, Jay & Mark poseen el primer lugar con 1465 días entre sus diez reinados como campeón. Le siguen Bobby Fish y Kyle O'Reilly — (ambos con 672 días en tres reinados), y Christopher Daniels (577 días en cuatro reinados).
Por último, The Briscoe Brothers es el equipo con más reinados con trece. Individualmente, Jay Briscoe y Mark Briscoe son los luchadores con más reinados con trece.

### Campeones actuales
Los actuales campeones son The Sons of Texas (Dustin Rhodes & Sammy Guevara), quienes se encuentran en su primer reinado en conjunto. Rhodes & Guevara ganaron los títulos tras derrotar a los excampeones The Undisputed Kingdom (Matt Taven & Mike Bennett) el 17 de agosto de 2024 en Collision.
The Sons of Texas registran hasta el 5 de agosto de 2025 las siguientes defensas televisadas:
1. vs. The Undisputed Kingdom (Matt Taven & Mike Bennett) (21 de septiembre de 2024, Collision)
2. vs. The Righteous (Vincent & Dutch) (20 de diciembre de 2024, Final Battle)
3. vs. House of Torture (SHO & Yoshinobu Kanemaru) (5 de enero de 2025, Wrestle Dynasty)
4. vs. MxM Collection (Mansoor & Mason Madden) (15 de febrero de 2025, Global Wars: Australia)
5. vs. The Infantry (Shawn Dean & Carlie Bravo) (11 de julio de 2025, Supercard of Honor)

### Lista de campeones
| N.º | Campeones                                                                         | Lucha                    | Lucha                                       | Lucha                         | Estadísticas | Estadísticas | Notas y referencias |
| N.º | Campeones                                                                         | Fecha                    | Evento                                      | Ubicación                     | Reinado      | Días         | Notas y referencias |
| --- | --------------------------------------------------------------------------------- | ------------------------ | ------------------------------------------- | ----------------------------- | ------------ | ------------ | --- |
| 1   | The Prophecy (Christopher Daniels (1) & Donovan Morgan (1)                        | 21 de septiembre de 2002 | Unscripted                                  | Filadelfia, Pensilvania       | 1            | 175          | Derrotaron a American Dragon & Michael Modest en la final de un torneo. |
| 2   | A.J. Styles (1) & The Amazing Red (1)                                             | 15 de marzo de 2003      | Expect the Unexpect                         | Cambridge, Massachusetts      | 1            | 175          | Xavier reemplazó a Morgan, quien se encontraba lesionado. |
| —   | Vacante                                                                           | 6 de septiembre de 2003  | —                                           | —                             | —            | —            | Debido a una lesión sufrida por Red. |
| 3   | The Backseat Boyz (Trent Acid (1) & Johnny Kashmere (1))                          | 20 de septiembre de 2003 | Glory of Honor II                           | Filadelfia, Pensilvania       | 1            | 26           | Fue un gauntlet match, el cual incluyó a The Briscoe Brothers (Jay & Mark Briscoe), Special K (Hydro & Deranged), The Ring Crew Express (Dunn & Marcos), y Special K (Izzy & Dixie).                                          |
| 4   | Speacial K (Izzie (1) & Dixie (1))                                                | 16 de octubre de 2003    | Tradition Continues                         | Glen Burnie, Maryland         | 1            | 16           | [ 5 ] |
| 5   | The Briscoes (Jay (1) & Mark (1))                                                 | 1 de noviembre de 2003   | Main Event Spectacles                       | Elizabeth, Nueva Jersey       | 1            | 175          | [ 6 ] |
| 6   | Second City Saints (CM Punk (1) & Colt Cabana (1))                                | 24 de abril de 2004      | Reborn: Stage II                            | Chicago Ridge, Illinois       | 1            | 21           | [ 7 ] |
| 7   | The Prophecy (B.J. Whitmer (1) & Dan Maff (1))                                    | 15 de mayo de 2004       | Round Robin Challenge III                   | Lexington, Massachusetts      | 1            | 0            | [ 8 ] |
| 8   | The Briscoes (Jay (2) & Mark (2))                                                 | 15 de mayo de 2004       | Round Robin Challenge III                   | Lexington, Massachusetts      | 2            | 0            | [ 9 ] |
| 9   | Second City Saints (CM Punk (2) & Colt Cabana (2))                                | 15 de mayo de 2004       | Round Robin Challenge III                   | Lexington, Massachusetts      | 2            | 84           | [ 10 ] |
| 10  | The Rottweilers (Ricky Reyes (1) & Rocky Romero (1)                               | 7 de agosto de 2004      | Testing the Limit                           | Filadelfia, Pensilvania       | 1            | 196          | [ 11 ] |
| 11  | The Prophecy (B.J. Whitmer (2) & Dan Maff (2))                                    | 19 de febrero de 2005    | Third Anniversary Celebration               | Elizabeth, Nueva Jersey       | 2            | 42           | [ 12 ] |
| —   | Vacante                                                                           | 2 de abril de 2005       | —                                           | —                             | —            | —            | Debido a que Maff dejó ROH. |
| 12  | B.J. Whitmer (3) & Jimmy Jacobs (1)                                               | 2 de abril de 2005       | Best of American Super Juniors Tournament   | Asbury Park, Nueva Jersey     | 1            | 98           | Derrotaron a Jay Lethal & Samoa Joe por el título vacante. |
| 13  | The Carnage Crew (HC Loc (1) & Tony DeVito (1))                                   | 9 de julio de 2005       | Escape from New York                        | Nueva York, Nueva York        | 1            | 14           | [ 14 ] |
| 14  | B.J. Whitmer (4) & Jimmy Jacobs (2)                                               | 23 de julio de 2005      | The Homecoming                              | Filadelfia, Pensilvania       | 2            | 70           | [ 15 ] |
| 15  | Tony Mamaluke (1) & Sal Rinauro (1)                                               | 1 de octubre de 2005     | Joe vs. Kobashi                             | Nueva York, Nueva York        | 1            | 77           | [ 16 ] |
| 16  | Austin Aries (1) & Roderick Strong (1)                                            | 17 de diciembre de 2005  | Final Battle                                | Edison, Nueva Jersey          | 1            | 273          | [ 17 ] |
| 17  | The Kings of Wrestling (Chris Hero (1) & Claudio Castagnoli (1))                  | 16 de septiembre de 2006 | Glory by Honor V                            | Nueva York, Nueva York        | 1            | 70           | [ 18 ] |
| 18  | Christopher Daniels (2) & Matt Sydal (1)                                          | 25 de noviembre de 2006  | Dethroned                                   | Edison, Nueva Jersey          | 1            | 91           | [ 19 ] |
| 19  | The Briscoes (Jay (3) & Mark (3))                                                 | 24 de febrero de 2007    | Fifth Year Festival: Chicago                | Chicago, Illinois             | 3            | 7            | [ 20 ] |
| 20  | Naruki Doi (1) & SHINGO (1)                                                       | 3 de marzo de 2007       | Fifth Year Festival: Liverpool              | Liverpool, Inglaterra         | 1            | 27           | [ 21 ] |
| 21  | The Briscoes (Jay (4) & Mark (4))                                                 | 30 de marzo de 2007      | All-Star Extravaganza III                   | Detroit, Míchigan             | 4            | 275          | [ 22 ] |
| 22  | The Age of the Fall (Jimmy Jacobs (3) & Tyler Black (1))                          | 30 de diciembre de 2007  | Final Battle                                | Nueva York, Nueva York        | 1            | 27           | [ 23 ] |
| 23  | No Remorse Corps (Davey Richards (1) & Rocky Romero (2))                          | 26 de enero de 2008      | Without Remorse                             | Chicago Ridge, Illinois       | 1            | 77           | [ 24 ] |
| 24  | The Briscoes (Jay (5) & Mark (5))                                                 | 12 de abril de 2008      | Injustice                                   | Edison, Nueva Jersey          | 5            | 28           | [ 25 ] |
| —   | Vacante                                                                           | 11 de mayo de 2008       | —                                           | —                             | —            | —            | Debido a una lesión sufrida por Mark. |
| 25  | The Age of the Fall (Jimmy Jacobs (4) & Tyler Black (2))                          | 6 de junio de 2008       | Up for Grabs                                | Hartford, Connecticut         | 2            | 105          | Derrotaron a El Generico & Kevin Steen en la final de un torneo. |
| 26  | El Generico (1) & Kevin Steen (1)                                                 | 19 de septiembre de 2008 | Driven                                      | Boston, Massachusetts         | 1            | 203          | [ 27 ] |
| 27  | The American Wolves (Davey Richards (2) & Eddie Edwards (1))                      | 10 de abril de 2009      | Ring of Honor Wrestling                     | Filadelfia, Pensilvania       | 1            | 253          | Fue un "Tables are Legal" match, emitido el 30 de mayo de 2009. |
| 28  | The Briscoes (Jay (6) & Mark (6))                                                 | 19 de diciembre de 2009  | Final Battle                                | Nueva York, Nueva York        | 6            | 105          | [ 29 ] |
| 29  | Kings of Wrestling (Chris Hero (2) & Claudio Castagnoli (2))                      | 3 de abril de 2010       | Big Bang                                    | Charlotte, Carolina del Norte | 2            | 363          | [ 30 ] |
| 30  | Wrestling's Greatest Tag Team (Charlie Haas (1) & Shelton Benjamin (1))           | 1 de abril de 2011       | Honor Takes Center Stage Chapter 1          | Atlanta, Georgia              | 1            | 259          | [ 31 ] |
| 31  | The Briscoes (Jay (7) & Mark (7))                                                 | 23 de diciembre de 2011  | Final Battle                                | Nueva York, Nueva York        | 7            | 141          | [ 32 ] |
| 32  | Wrestling's Greatest Tag Team (Charlie Haas (2) & Shelton Benjamin (2))           | 12 de mayo de 2012       | Border Wars                                 | Toronto, Ontario              | 2            | 43           | [ 33 ] |
| 33  | All Night Xpress (Kenny King (1) & Rhett Titus (1))                               | 24 de junio de 2012      | Best in the World 2012: Hostage Crisis      | Nueva York, Nueva York        | 1            | 16           | [ 34 ] |
| —   | Vacante                                                                           | 10 de julio de 2012      | —                                           | —                             | —            | —            | El título fue declarado vacante después de que ROH rompiera sus lazos laborales con Kenny King debido a una disputa contractual.                                                                                              |
| 34  | S.C.U.M. (Jimmy Jacobs (5) & Steve Corino (1))                                    | 15 de septiembre de 2012 | Death Before Dishonor X: State of Emergency | Chicago Ridge, Illinois       | 1            | 92           | Derrotaron a Charlie Haas & Rhett Titus en la final de un torneo. |
| 35  | The Briscoes (Jay (8) & Mark (8))                                                 | 16 de diciembre de 2012  | Final Battle 2012: Doomsday                 | Nueva York, Nueva York        | 8            | 76           | Fue un Three-Way Match, el cual incluyó a Caprice Coleman & Cedric Alexander. |
| 36  | ReDRagon (Kyle O'Reilly (1) & Bobby Fish (1))                                     | 2 de marzo de 2013       | ROH 11th Anniversary Show                   | Chicago Ridge, Illinois       | 1            | 147          | [ 38 ] |
| 37  | Forever Hooligans (Rocky Romero (3) & Alex Koslov (1))                            | 27 de julio de 2013      | Ring of Honor Wrestling                     | Providence, Rhode Island      | 1            | 7            | Emitido el 3 de agosto de 2013. |
| 38  | The American Wolves (Davey Richards (3) & Eddie Edwards (2))                      | 3 de agosto de 2013      | All Stars Extravaganza V                    | Toronto, Ontario              | 2            | 14           | [ 40 ] |
| 39  | ReDRagon (Kyle O'Reilly (2) & Bobby Fish (2))                                     | 17 de agosto de 2013     | Manhattan Mayhem V                          | Nueva York, Nueva York        | 2            | 203          | [ 41 ] |
| 40  | The Young Bucks (Matt Jackson (1) & Nick Jackson (1))                             | 8 de marzo de 2014       | Raising the Bar Night 2                     | Chicago Ridge, Illinois       | 1            | 70           | [ 42 ] |
| 41  | ReDRagon (Kyle O'Reilly (3) & Bobby Fish (3))                                     | 17 de mayo de 2014       | ROH/NJPW War of the Worlds                  | Nueva York, Nueva York        | 3            | 322          | [ 43 ] |
| 42  | The Addiction (Christopher Daniels (3) & Frankie Kazarian (1))                    | 4 de abril de 2015       | Ring of Honor Wrestling                     | San Antonio, Texas            | 1            | 167          | Emitido el 25 de abril de 2015. |
| 43  | The Kingdom (Matt Taven (1) & Mike Bennett (1))                                   | 18 de septiembre de 2015 | All Star Extravaganza VII                   | San Antonio, Texas            | 1            | 91           | Fue un Three-Way Match, el cual incluyó a The Young Bucks. |
| 44  | War Machine (Hanson (1) & Raymond Rowe (1))                                       | 18 de diciembre de 2015  | Final Battle                                | Filadelfia, Pensilvania       | 1            | 143          | [ 46 ] |
| 45  | The Addiction (Christopher Daniels (4) & Frankie Kazarian (2))                    | 9 de mayo de 2016        | War of the Worlds                           | Dearborn, Míchigan            | 2            | 144          | [ 47 ] |
| 46  | The Young Bucks (Matt Jackson (2) & Nick Jackson (2))                             | 30 de septiembre de 2016 | All Star Extravaganza VIII                  | Lowell, Massachusetts         | 2            | 155          | Fue un Three-Way Ladder War, el cual incluyó a Motor City Machine Guns. |
| 47  | The Hardys (Matt Hardy (1) & Jeff Hardy (1))                                      | 4 de marzo de 2017       | Manhattan Mayhem VI                         | Nueva York, Nueva York        | 1            | 28           | [ 49 ] |
| 48  | The Young Bucks (Matt Jackson (3) & Nick Jackson (3))                             | 1 de abril de 2017       | Supercard of Honor XI                       | Lakeland, Florida             | 3            | 174          | Fue un Ladder Match. |
| 49  | The Motor City Machine Guns (Chris Sabin (1) & Alex Shelley (1))                  | 22 de septiembre de 2017 | Death Before Dishonor XV                    | Las Vegas, Nevada             | 1            | 168          | [ 51 ] |
| 50  | The Briscoes (Jay (9) & Mark (9))                                                 | 9 de marzo de 2018       | ROH 16th Anniversary Show                   | Sunrise Manor, Nevada         | 9            | 219          | [ 52 ] |
| 51  | SoCal Uncensored (Frankie Kazarian (3) & Scorpio Sky (1))                         | 14 de octubre de 2018    | Glory By Honor XVI: Philadelphia            | Filadelfia, Pensilvania       | 1            | 61           | Fue un Three-Way Match, el cual incluyó a The Young Bucks (Matt Jackson & Nick Jackson). |
| 52  | The Briscoes (Jay (10) & Mark (10))                                               | 14 de diciembre de 2018  | Final Battle                                | Nueva York, Nueva York        | 10           | 91           | Fue un Ladder War, el cual incluyó a The Young Bucks (Matt Jackson & Nick Jackson). |
| 53  | Villain Enterprises (Brody King (1) & PCO (1))                                    | 15 de marzo de 2019      | ROH 17th Anniversary Show                   | Sunrise Manor, Nevada         | 1            | 22           | [ 55 ] |
| 54  | Guerrillas of Destiny (Tama Tonga (1) & Tanga Loa (1))                            | 6 de abril de 2019       | G1 Supercard                                | Nueva York, Nueva York        | 1            | 106          | Fue un Winner Takes All Match, donde el Campeonato en Parejas de la IWGP de Guerrillas of Destiny también estuvo en juego, el cual incluyó a The Briscoes (Jay & Mark) y Los Ingobernables de Japón (Evil & Sanada).          |
| 55  | The Briscoes (Jay (11) & Mark (11))                                               | 20 de julio de 2019      | Manhattan Mayhem                            | Nueva York, Nueva York        | 11           | 146          | Fue un New York City Street Fight. |
| 56  | The Foundation (Jay Lethal (1) & Jonathan Gresham (1))                            | 13 de diciembre de 2019  | Final Battle                                | Baltimore, Maryland           | 1            | 442          | Este es el reinado más largo de la historia del campeonato. |
| 57  | La Facción Ingobernable (Dragon Lee (1) & Kenny King (2))                         | 27 de febrero de 2021    | Ring of Honor Wrestling                     | Baltimore, Maryland           | 1            | 28           | Fue un Pure Rules Match, emitido el 25 de febrero de 2021. |
| 58  | The Foundation (Rhett Titus (2) & Tracy Williams (1))                             | 26 de marzo de 2021      | ROH 19th Anniversary Show                   | Baltimore, Maryland           | 1            | 107          | La Bestia del Ring reemplazó a Dragon Lee, quien se encontraba lesionado. |
| 59  | Violence Unlimited (Chris Dickinson (1) & Homicide (1))                           | 11 de julio de 2021      | Best in the World                           | Baltimore, Maryland           | 1            | 62           | Fue un Fight Without Honor Match, donde Jonathan Gresham reemplazó Williams, quien se encontraba lesionado. |
| 60  | La Facción Ingobernable (Dragon Lee (2) & Kenny King (3))                         | 11 de septiembre de 2021 | Ring of Honor Wrestling                     | Baltimore, Maryland           | 2            | 124          | Emitido el 11 de septiembre de 2021. |
| 61  | The OGK (Matt Taven (2) & Mike Bennett (2))                                       | 14 de noviembre de 2021  | Honor For All                               | Baltimore, Maryland           | 2            | 27           | Anteriormente conocidos como The Kingdom. |
| 62  | The Briscoes (Jay (12) & Mark (12))                                               | 11 de diciembre de 2021  | Final Battle                                | Baltimore, Maryland           | 12           | 111          | [ 64 ] |
| 63  | FTR (Cash Wheeler (1) & Dax Harwood (1))                                          | 1 de abril de 2022       | Supercard of Honor XV                       | Garland, Texas                | 1            | 253          | [ 65 ] |
| 64  | The Briscoes (Jay (13) & Mark (13))                                               | 10 de diciembre de 2022  | Final Battle                                | Arlington, Texas              | 13           | 91           | Durante este reinado ocurrió la muerte de uno de los campeones, Jay Briscoe. |
| —   | Vacante                                                                           | 10 de marzo de 2023      | Rampage                                     | Sacramento, California        | —            | —            | Mark Briscoe dejó los campeonatos vacantes debido al fallecimiento del campeón Jay Briscoe a inicios de 2023. |
| 65  | Lucha Brothers (Penta El Zero M (1) & Rey Fénix (1))                              | 13 de marzo de 2023      | Supercard of Honor                          | Los Ángeles, California       | 1            | 112          | Derrotaron a La Facción Ingobernable (Rush & Dralístico), Aussie Open (Kyle Fletcher & Mark Davis), Top Flight (Dante Martin & Darius Martin) y The Kingdom (Matt Taven & Mike Bennett) en un Reach for the Sky Ladder Match. |
| 66  | Aussie Open (Kyle Fletcher (1) & Mark Davis (1))                                  | 21 de julio de 2023      | Death Before Dishonor                       | Trenton, Nueva Jersey         | 1            | 37           | Derrotaron a Lucha Brothers (Penta El Zero M & Rey Fénix), Best Friends (Trent Beretta & Chuck Taylor) y The Kingdom (Matt Taven & Mike Bennett).                                                                             |
| 67  | Better Than You Bay Bay (Adam Cole (1) & MJF (1))                                 | 27 de agosto de 2023     | All In London: Zero Hour                    | Wembley, Londres              | 1            | 122          | Fue la primera vez que el campeonato se defendía en un PPV de AEW. Durante su reinado, Adam Cole estuvo lesionado por lo que los títulos eran defendidos por MJF y de ser necesario, un compañero disponible.                 |
| 68  | The Devil's Masked Men/The Undisputed Kingdom (Matt Taven (3) & Mike Bennett (3)) | 27 de diciembre de 2023  | Dynamite: New Year's Smash                  | Orlando, Florida              | 3            | 234          | Anteriormente conocidos como The Devil's Masked Men. Originalmente Samoa Joe reemplazaría a Adam Cole debido a su lesión, sin embargo, fue atacado antes del combate, lo que provocó que MJF defendiera el campeonato solo.   |
| 69  | The Sons of Texas (Dustin Rhodes (1) & Sammy Guevara (1))                         | 17 de agosto de 2024     | Collision                                   | Arlington, Texas              | 1            | 353+         | |

### Total de días con el título
La siguiente lista muestra el total de días que un equipo o un luchador ha poseído el campeonato, si se suman todos los reinados que posee. Actualizado a la fecha del 5 de agosto de 2025.

#### Por equipos

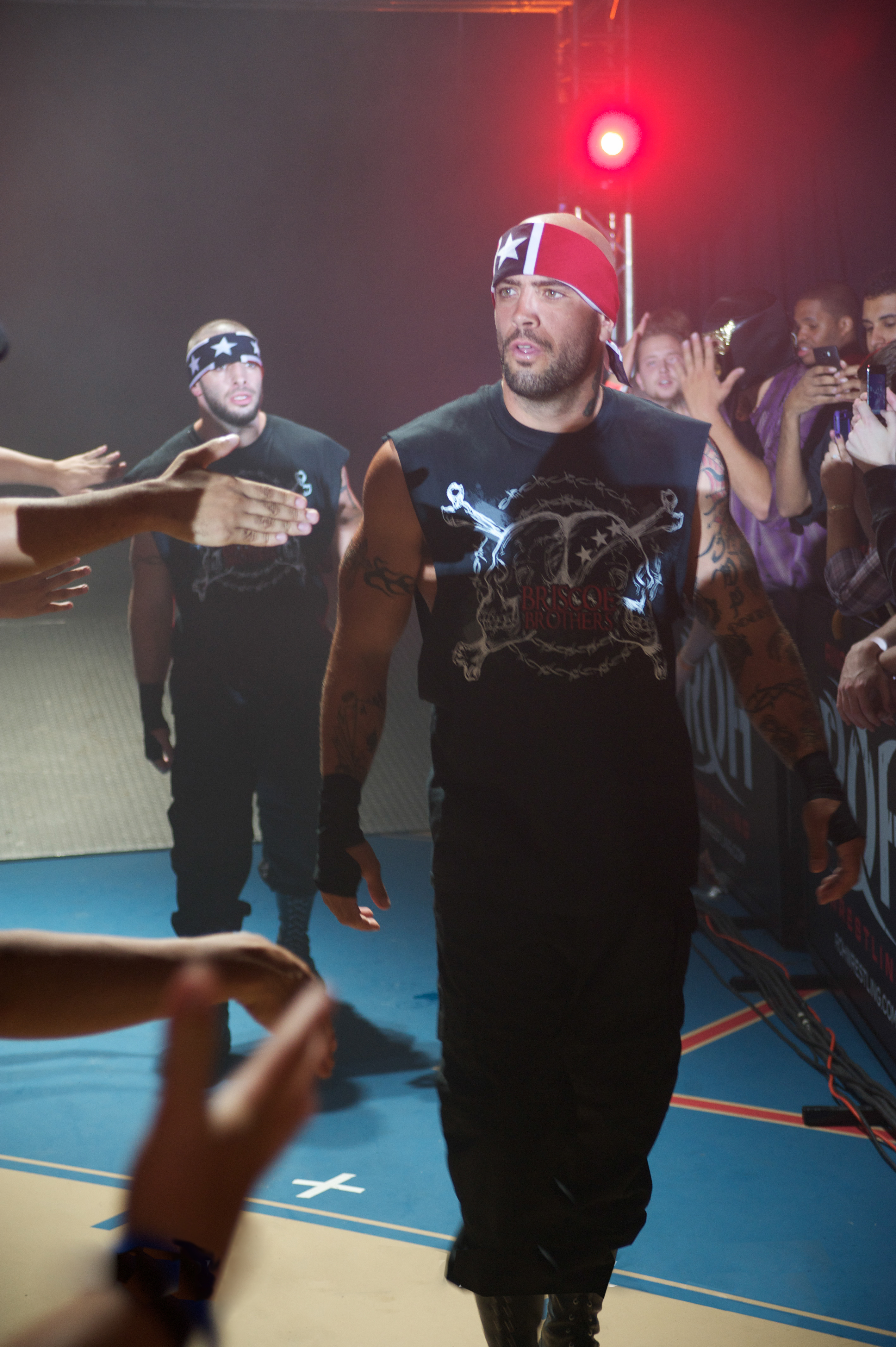
The Briscoe Brothers poseen el mayor número de días acumulativos como campeones con 1465 días.

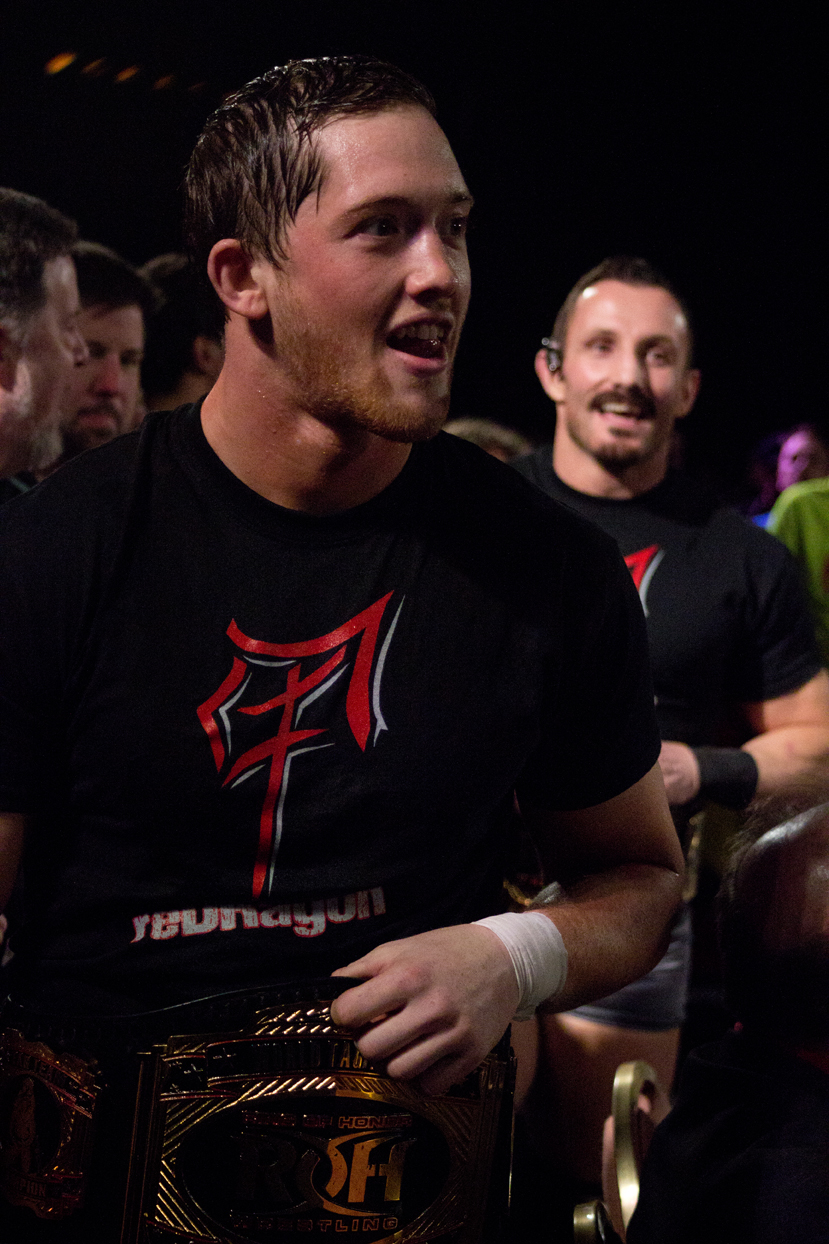
reDRagon son la segunda pareja con el mayor número de días acumulativos como campeones.

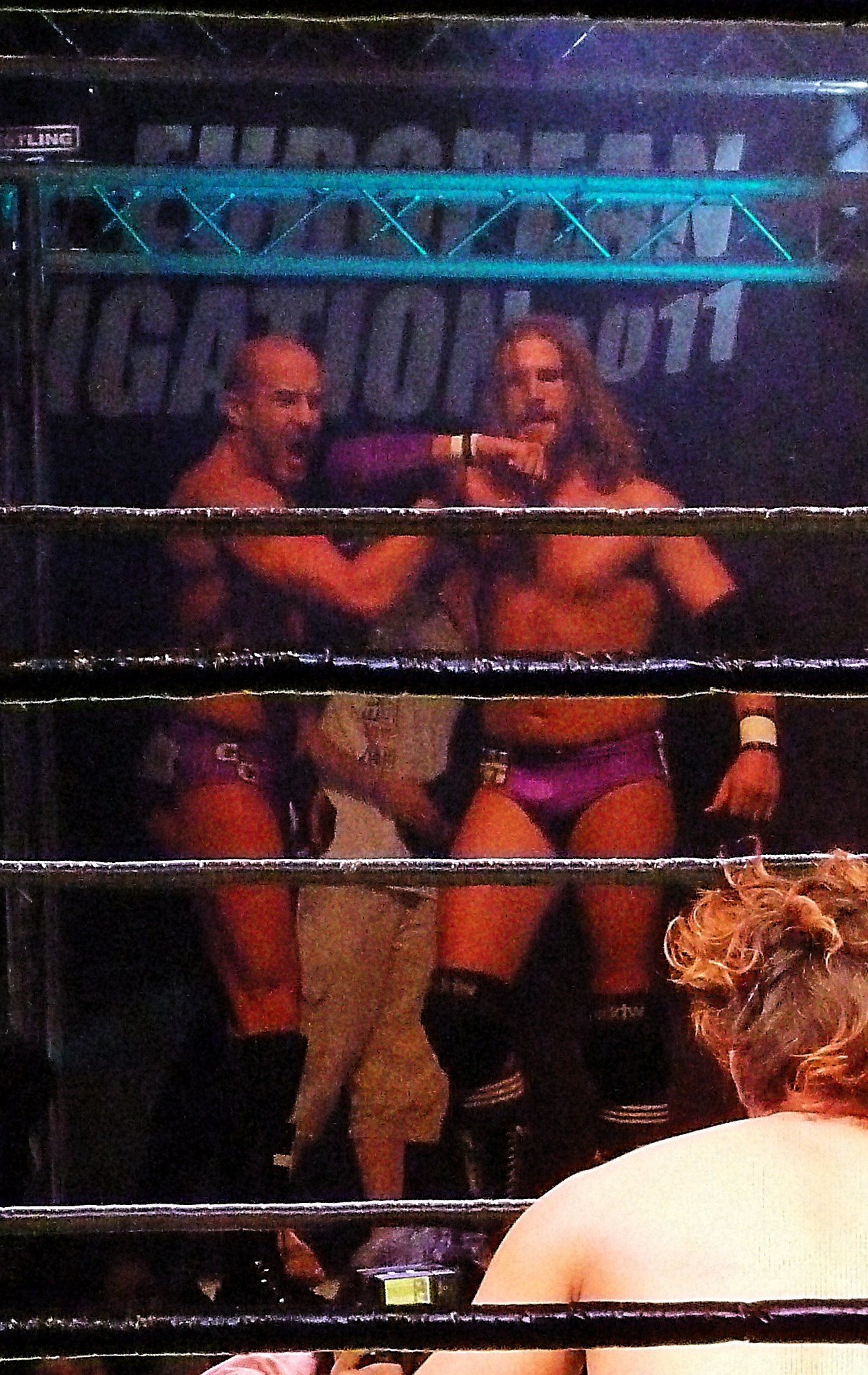
The Kings of Wrestling son los cuartos con el mayor número de días acumulativos como campeones.

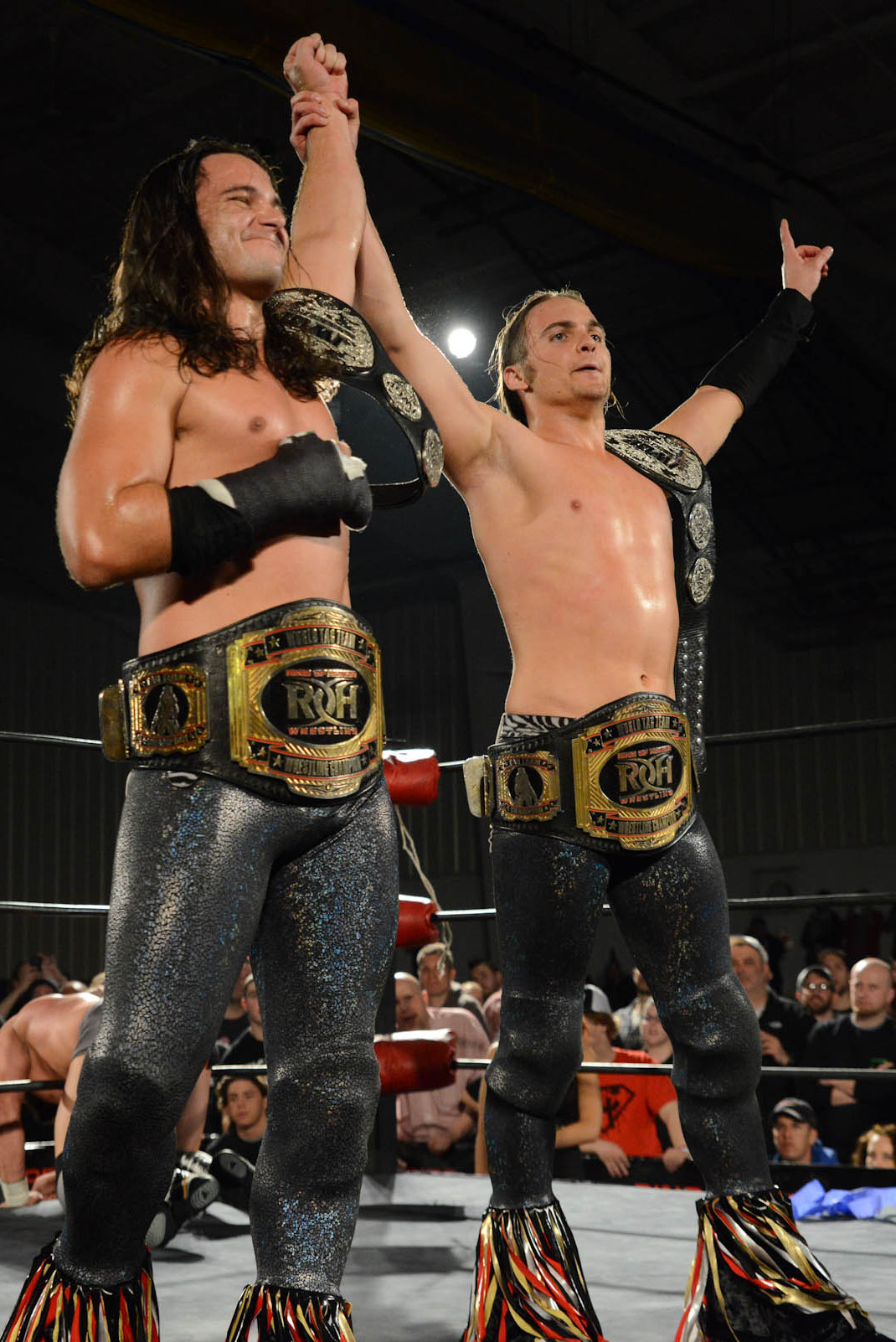
The Young Bucks son los quintos con el mayor número de días acumulativos como campeones.

A la fecha del 5 de agosto de 2025.
| + | Indica a los campeones actuales |

| N.º | Equipo                                                                                         | Reinados | Total de días |
| --- | ---------------------------------------------------------------------------------------------- | -------- | ------------- |
| 1   | The Briscoes (Jay & Mark)                                                                      | 13       | 1465          |
| 2   | reDRagon (Bobby Fish & Kyle O'Reilly)                                                          | 3        | 672           |
| 3   | The Foundation (Jay Lethal & Jonathan Gresham)                                                 | 1        | 442           |
| 4   | The Kings of Wrestling (Chris Hero & Claudio Castagnoli)                                       | 2        | 433           |
| 5   | The Young Bucks (Matt Jackson & Nick Jackson)                                                  | 3        | 399           |
| 6   | The Sons of Texas (Dustin Rhodes & Sammy Guevara)                                              | 1        | 353+          |
| 7   | The Kingdom/The OGK/ The Devil's Masked Men/The Undisputed Kingdom (Matt Taven & Mike Bennett) | 3        | 352           |
| 8   | The Addiction (Christopher Daniels & Frankie Kazarian)                                         | 2        | 311           |
| 9   | Wrestling's Greatest Tag Team (Charlie Haas & Shelton Benjamin)                                | 2        | 308           |
| 10  | Austin Aries & Roderick Strong                                                                 | 1        | 273           |
| 11  | The American Wolves (Davey Richards & Eddie Edwards)                                           | 2        | 267           |
| 12  | FTR (Cash Wheeler & Dax Harwood)                                                               | 1        | 253           |
| 13  | El Generico & Kevin Steen                                                                      | 1        | 203           |
| 14  | The Rottweilers (Ricky Reyes & Rocky Romero)                                                   | 2        | 196           |
| 15  | A.J. Styles & Amazing Red                                                                      | 1        | 175           |
| 15  | The Prophecy (Christopher Daniels & Donovan Morgan)                                            | 1        | 175           |
| 17  | B.J. Whitmer & Jimmy Jacobs                                                                    | 2        | 168           |
| 17  | The Motor City Machine Guns (Alex Shelley & Chris Sabin)                                       | 1        | 168           |
| 19  | La Facción Ingobernable (Dragon Lee & Kenny King)                                              | 2        | 152           |
| 20  | War Machine (Hanson & Raymond Rowe)                                                            | 1        | 143           |
| 21  | The Age of the Fall (Jimmy Jacobs & Tyler Black)                                               | 2        | 132           |
| 22  | Better Than You Bay Bay (Adam Cole & MJF)                                                      | 1        | 122           |
| 23  | Lucha Brothers (Penta El Zero M & Rey Fénix)                                                   | 1        | 112           |
| 24  | The Foundation (Rhett Titus & Tracy Williams)                                                  | 1        | 107           |
| 25  | Guerrillas of Destiny (Tama Tonga & Tanga Loa)                                                 | 1        | 106           |
| 26  | The Second City Saints (CM Punk & Colt Cabana)                                                 | 2        | 105           |
| 27  | S.C.U.M. (Jimmy Jacobs & Steve Corino)                                                         | 1        | 92            |
| 28  | Christopher Daniels & Matt Sydal                                                               | 1        | 91            |
| 29  | Sal Rinauro & Tony Mamaluke                                                                    | 1        | 77            |
| 29  | No Remorse Corps (Davey Richards & Rocky Romero)                                               | 1        | 77            |
| 31  | Violence Unlimited (Chris Dickinson & Homicide)                                                | 1        | 62            |
| 32  | SoCal Uncensored (Frankie Kazarian & Scorpio Sky)                                              | 1        | 61            |
| 33  | B.J. Whitmer & Dan Maff                                                                        | 2        | 42            |
| 34  | Aussie Open (Kyle Fletcher & Mark Davis)                                                       | 1        | 37            |
| 35  | The Hardys (Jeff & Matt)                                                                       | 1        | 28            |
| 36  | Naruki Doi & Shingo                                                                            | 1        | 27            |
| 37  | The Backseat Boyz (Johnny Kashmere & Trent Acid)                                               | 1        | 26            |
| 38  | Villain Enterprises (Brody King & PCO)                                                         | 1        | 22            |
| 39  | Special K (Dizzie & Izzy)                                                                      | 1        | 16            |
| 39  | The All Night Express (Rhett Titus & Kenny King)                                               | 1        | 16            |
| 41  | The Carnage Crew (HC Loc & Tony DeVito)                                                        | 1        | 14            |
| 42  | Forever Hooligans (Alex Koslov & Rocky Romero)                                                 | 1        | 7             |

#### Por luchador
A la fecha del 5 de agosto de 2025.
| + | Indica al campeón actual |

| N.º | Campeones           | Reinados | Total de días |
| --- | ------------------- | -------- | ------------- |
| 1   | Jay Briscoe         | 13       | 1465          |
| 1   | Mark Briscoe        | 13       | 1465          |
| 3   | Bobby Fish          | 3        | 672           |
| 3   | Kyle O'Reilly       | 3        | 672           |
| 5   | Christopher Daniels | 4        | 577           |
| 6   | Jay Lethal          | 1        | 442           |
| 6   | Jonathan Gresham    | 1        | 442           |
| 7   | Chris Hero          | 2        | 433           |
| 7   | Claudio Castagnoli  | 2        | 433           |
| 9   | Matt Jackson        | 3        | 399           |
| 9   | Nick Jackson        | 3        | 399           |
| 11  | Jimmy Jacobs        | 5        | 392           |
| 12  | Frankie Kazarian    | 3        | 373           |
| 13  | Sammy Guevara       | 1        | 353+          |
| 13  | Dustin Rhodes       | 1        | 353+          |
| 15  | Matt Taven          | 3        | 352           |
| 15  | Mike Bennett        | 3        | 352           |
| 17  | Davey Richards      | 3        | 344           |
| 18  | Charlie Haas        | 2        | 308           |
| 18  | Shelton Benjamin    | 2        | 308           |
| 20  | Rocky Romero        | 3        | 280           |
| 21  | Austin Aries        | 1        | 273           |
| 21  | Roderick Strong     | 1        | 273           |
| 23  | Eddie Edwards       | 2        | 267           |
| 24  | Cash Wheeler        | 1        | 254           |
| 24  | Dax Harwood         | 1        | 254           |
| 26  | B.J. Whitmer        | 4        | 210           |
| 27  | El Generico         | 1        | 203           |
| 27  | Kevin Steen         | 1        | 203           |
| 29  | Ricky Reyes         | 1        | 196           |
| 30  | A.J. Styles         | 1        | 175           |
| 30  | Amazing Red         | 1        | 175           |
| 30  | Donovan Morgan      | 1        | 175           |
| 33  | Alex Shelley        | 1        | 168           |
| 33  | Chris Sabin         | 1        | 168           |
| 33  | Kenny King          | 3        | 168           |
| 36  | Dragon Lee          | 2        | 152           |
| 37  | Hanson              | 1        | 143           |
| 37  | Raymond Rowe        | 1        | 143           |
| 39  | Tyler Black         | 2        | 132           |
| 40  | Rhett Titus         | 2        | 123           |
| 41  | Adam Cole           | 1        | 122           |
| 41  | MJF                 | 1        | 122           |
| 43  | Penta El Zero M     | 1        | 112           |
| 43  | Rey Fénix           | 1        | 112           |
| 45  | Tracy Williams      | 1        | 107           |
| 46  | Tama Tonga          | 1        | 106           |
| 46  | Tanga Loa           | 1        | 106           |
| 48  | CM Punk             | 2        | 105           |
| 48  | Colt Cabana         | 2        | 105           |
| 50  | Steve Corino        | 2        | 92            |
| 51  | Matt Sydal          | 1        | 91            |
| 52  | Sal Rinauro         | 1        | 77            |
| 52  | Tony Mamaluke       | 1        | 77            |
| 54  | Chris Dickinson     | 1        | 62            |
| 54  | Homicide            | 1        | 62            |
| 56  | Scorpio Sky         | 1        | 61            |
| 57  | Dan Maff            | 2        | 42            |
| 58  | Kyle Fletcher       | 1        | 37            |
| 58  | Mark Davis          | 1        | 37            |
| 60  | Jeff Hardy          | 1        | 28            |
| 60  | Matt Hardy          | 1        | 28            |
| 62  | Naruki Doi          | 1        | 27            |
| 62  | Shingo              | 1        | 27            |
| 64  | Johnny Kashmere     | 1        | 26            |
| 64  | Trent Acid          | 1        | 26            |
| 66  | Brody King          | 1        | 22            |
| 66  | PCO                 | 1        | 22            |
| 68  | Dixie               | 1        | 16            |
| 68  | Izzy                | 1        | 16            |
| 70  | HC Loc              | 1        | 14            |
| 70  | Tony DeVito         | 1        | 14            |
| 72  | Alex Koslov         | 1        | 7             |

### Mayor cantidad de reinados

#### Por equipos
| Reinados | Luchador (es) |
| -------- | --- |
| 13 veces | The Briscoe Brothers |
| 3 veces  | reDRagon, Wrestling's Greatest Tag Team, The Young Bucks, The Kingdom/The OGK/The Devil's Masked Men/The Undisputed Kingstom                                        |
| 2 veces  | Second City Saints, The Prophecy, B.J. Whitmer & Jimmy Jacobs, The Age of the Fall, Kings of Wrestling, The American Wolves, The Addiction, La Facción Ingobernable |

#### Por luchador
| Reinados | Luchador (es) |
| -------- | --- |
| 13 veces | Jay Briscoe, Mark Briscoe |
| 5 veces  | Jimmy Jacobs |
| 4 veces  | B.J. Whitmer, Christopher Daniels |
| 3 veces  | Rocky Romero, Davey Richards, Kyle O'Reilly, Bobby Fish, Matt Jackson, Nick Jackson, Frankie Kazarian, Kenny King, Matt Taven, Mike Bennett         |
| 2 veces  | CM Punk, Colt Cabana, Dan Maff, Tyler Black, Chris Hero, Claudio Castagnoli, Charlie Haas, Shelton Benjamin, Eddie Edwards, Rhett Titus, Dragon Lee |